# Hanns Albin Rauter
Hanns Albin Rauter (egentligen Johann Baptist Albin Rauter), född 4 februari 1895 i Klagenfurt, död 25 mars 1949 på Waalsdorpervlakte i närheten av Scheveningen, var en österrikisk (från 1939 tysk) SS-Obergruppenführer. 

## Biografi
Rauter var mellan 1940 och 1945 Högre SS- och polischef i det av Tyskland ockuperade Nederländerna. Han rapporterade direkt till Reichsführer-SS Heinrich Himmler och i andra instans till rikskommissarien för Nederländerna, Arthur Seyss-Inquart. 
Efter andra världskriget ställdes Rauter inför rätta inför en specialdomstol i Haag och dömdes den 4 maj 1948 till döden för att ha låtit deportera 300 000 nederländare till slavarbete i Tyskland och 110 000 till Auschwitz och Sobibór. En kassationsdomstol bekräftade domen den 12 januari 1949. Rauter avrättades av en exekutionspatrull utanför Scheveningen den 24 mars 1949.

### Webbkällor
- ”Hans Albin Rauter” (på italienska). Olokaustos.org. Associazione Olokaustos. Arkiverad från originalet den 12 januari 2014. https://www.webcitation.org/6Ma64jphO?url=http://www.olokaustos.org/bionazi/leaders/rauter.htm. Läst 12 januari 2014.